# Lijst van beelden in Zuid en Zuidwest (Utrecht)
De lijst van beelden in Zuid en Zuidwest is onderdeel van de (onvolledige) lijst van beelden in Utrecht.
Dit deel bevat de beelden in de Utrechtse wijken Zuid en Zuidwest.
Onder een beeld wordt hier verstaan elk driedimensionaal kunstwerk in de openbare ruimte van de Nederlandse gemeente Utrecht, waarbij beeld wordt gebruikt als verzamelbegrip voor sculpturen, standbeelden, installaties, gedenktekens en overige beeldhouwwerken. De lijst is chronologisch, dat wil zeggen op volgorde van plaatsing der beelden vanaf 1517 tot heden.
Voor een volledig overzicht van de beschikbare afbeeldingen zie: Beelden in Utrecht-zuid op Wikimedia Commons.
| Geplaatst           | Omschrijving                                                         | Kunstenaar                                          | Locatie                                                                                        | Materiaal                                               | Afbeelding |
| ------------------- | -------------------------------------------------------------------- | --------------------------------------------------- | ---------------------------------------------------------------------------------------------- | ------------------------------------------------------- | ---------- |
| 1947                | Monument voor de Binnenlandse Strijdkrachten                         | Jan van Luijn                                       | Bokstraat (Begraafplaats Tolsteeg)                                                             | Frans kalksteen                                         |            |
| 1949                | Landbouw & Industrie                                                 | Pieter d' Hont                                      | Van Zijstweg (terrein Jaarbeurs)                                                               | schokbeton                                              |            |
| 1953                | De Wijze en de Dwaze Maagden                                         | Han Richters                                        | Hendrika van Tussenbroekplantsoen (Mattheüskerk)                                               |                                                         |            |
| 1959                | Scènes over meubelmakerij en timmerbedrijf                           | Jan van Luijn                                       | Rotsoord, Pastoe fabriek                                                                       | beton                                                   |            |
| 1960, 8 april       | Drie dansende Deerntjes                                              | Jop Goldenbeld                                      | Duurstedelaan 24, Mgr. Ariënsschool                                                            | brons                                                   |            |
| 1960, 4 mei         | Verzetsmonument                                                      | A. Salvatore & L.A. de Vries                        | Koningin Wilhelminalaan/Europalaan                                                             | kalksteen                                               |            |
| 1961                | De schaatsrijder                                                     | Piet Esser                                          | Camminghaplantsoen                                                                             | brons                                                   |            |
| 1961                | Meisje met schelp                                                    | Jan van Luijn                                       | Rotsoord, Basisschool Het Rotsoord                                                             | Peuronkalksteen                                         |            |
| 1961                | onbekend                                                             | onbekend                                            | Duurstedelaan, (3e) Da Costaschool                                                             | Mozaïek                                                 |            |
| 1963±               | De zeven scheppingsdagen                                             | Raymond Both                                        | Bontekoelaan, Da Costaschool                                                                   | keramiek                                                |            |
| 1963                | Jongen in handstand                                                  | Jan van Luijn                                       | Jutfaseweg 154, Dr. De Visserschool voor U.L.O.                                                | brons                                                   |            |
| 1964                | Kangoeroe                                                            | Jan van Luijn                                       | Australiëlaan, Christelijk college Abstede                                                     | brons                                                   |            |
| 1964, 12 november   | Valkenier te paard                                                   | Arie Teeuwisse                                      | Onyxweg 1 / Broeder Alarmstraat, R.K. Lebuïnusschool voor MAVO                                 | brons                                                   |            |
| 1964                | Anne Frank                                                           | Theo Schabbing                                      | Van Bijnkershoeklaan, Anne Frankschool                                                         | glasmozaïek op betonplaten                              |            |
| 1964                | Zwemster                                                             | Eric Claus                                          | Weg naar Rhijnauwen, Zwembad De Krommerijn                                                     | brons                                                   |            |
| 1965                | Moeder en kind                                                       | Gerrit Bolhuis                                      | De Gasperilaan                                                                                 | brons                                                   |            |
| 1965                | Jongen met kat                                                       | Jeanot Bürgi                                        | Van Bijnkershoeklaan, OBS Anne Frank                                                           | steen                                                   |            |
| 1966                | Heracles met Hydra                                                   | Nic Jonk                                            | Cortezlaan                                                                                     | brons                                                   |            |
| 1966                | Worstelaars                                                          | Hans IJdo                                           | Park Transwijk                                                                                 | brons                                                   |            |
| 1966                | De rotonde                                                           | Sjoukje Wiegersma                                   | Amerikalaan, Niels Stensen College                                                             | brons                                                   |            |
| 1966                | De balspeler                                                         | Jan van Luijn                                       | Merwedekade                                                                                    | brons                                                   |            |
| 1966                | Prometheus                                                           | Wout Maters                                         | Croeselaan                                                                                     | brons                                                   |            |
| 1968                | Bizon                                                                | Pieter d' Hont                                      | Beneluxlaan                                                                                    | brons                                                   |            |
| 1968                | Jonas en de walvis                                                   | Paul Kingma                                         | Ridderlaan, op het schoolplein                                                                 | brons                                                   |            |
| 1968                | onbekend                                                             | onbekend                                            | Europalaan (voormalig Boekhoven en Bosch drukkerij/Roto Smeets)                                | mozaïek                                                 |            |
| 1969                | Twee uilen                                                           | Theo van de Vathorst                                | Rijnhuizenlaan                                                                                 | brons                                                   |            |
| 1969                | Zonnegodin                                                           | André Schaller                                      | Smaragdplein                                                                                   | koper                                                   |            |
| 1969                | Admiraal Helfrich                                                    | Joop Hekman                                         | Admiraal Helfrichlaan                                                                          | brons                                                   |            |
| 1971                | Het bolwerk                                                          | Paul Kingma                                         | Croeselaan (beeldenpark)                                                                       | brons                                                   |            |
| 1971                | De reis                                                              | Paul Kingma                                         | Croeselaan (beeldenpark)                                                                       | brons                                                   |            |
| 1971                | De menselijke ontmoeting                                             | Paul Kingma                                         | Croeselaan (beeldenpark)                                                                       | brons                                                   |            |
| 1971                | speelplastiek                                                        | Jos Wong                                            | Croeselaan (beeldenpark)                                                                       |                                                         |            |
| 1972                | Moeder en kind                                                       | Hans Bayens                                         | Croeselaan, REMU                                                                               | brons                                                   |            |
| 1972                | Nereïde op Triton                                                    | Nic Jonk                                            | Ridderplantsoen                                                                                | brons                                                   |            |
| 1972                | Vogel met een slang in de bek                                        | Gerard Héman                                        | Tolsteegplantsoen                                                                              | steen                                                   |            |
| 1973                | onbekend                                                             | Henk Tieman                                         | Europalaan                                                                                     | keramiek?                                               |            |
| 1974                | Voortschrijdende vrouwenfiguur                                       | Fred Carasso                                        | Marshalllaan                                                                                   | brons                                                   |            |
| 1974                | Compositie van Vlakken en Vormen                                     | Aart Rietbroek                                      | Marco Pololaan 485, school voor kinderen met leer- en opvoedingsmoeilijkheden 't Behouden Huys | brons                                                   |            |
| 1974                | De prinses op de erwt                                                | Maggi Giles                                         | Amerikalaan                                                                                    | Keramiek                                                |            |
| 1974 ± / herplaatst | Bijlslag                                                             | Arthur Spronken                                     | Australiëlaan 23, voorheen:Pagelaan 1                                                          | brons                                                   |            |
| 1975                | Schildpad                                                            | Paulus Reinhard                                     | Van Bijnkershoeklaan, OBS Anne Frank                                                           | brons                                                   |            |
| 1975                | Europa en de stier                                                   | Gerard van der Leeden                               | Rijnlaan                                                                                       | brons                                                   |            |
| 1975                | titel onbekend                                                       | Gerard Bruning                                      | Europalaan, voor ingang kantoor OPG                                                            | brons                                                   |            |
| 1977                | Waterhoentje                                                         | Willy Blees                                         | Slotlaan, kleuterschool 't Waterhoentje                                                        | brons                                                   |            |
| 1977 ?              | Fluitspeler                                                          | onbekend                                            | Hooft Graaflandstraat nr. 48a, school                                                          | steen                                                   |            |
| 1977 ?              | zonder titel                                                         | Joost van Rooijen                                   | Verlengde Hoogravenseweg (Sporthal Hoograven)                                                  | RVS                                                     |            |
| 1978                | Doorsneden bol                                                       | Wout Maters                                         | Tolsteegplantsoen                                                                              | brons                                                   |            |
| 1978                | Zonder titel (De Boeggolf)                                           | Leo Hutjens                                         | Verlengde Hoogravenseweg                                                                       | staal                                                   |            |
| 1980                | zonder titel                                                         | Piet Slegers                                        | Vliegend Hertlaan                                                                              | RVS, geverfd                                            |            |
| 1982                | Moeder met kind en bok                                               | Frank Letterie                                      | Elandplein (buurthuis Het Bokkie)                                                              | brons                                                   |            |
| 1982                | Nike de Paris                                                        | Theo van der Nahmer                                 | Aziëlaan                                                                                       | brons                                                   |            |
| 1982                | Nr. 45                                                               | André Volten                                        | Jaarbeursplein                                                                                 | brons, basaltlava, RVS                                  |            |
| 1982                | zonder titel                                                         | Floor Pouw                                          | Hooft Graaflandstraat                                                                          |                                                         |            |
| 1982                | zonder titel                                                         | Kees Wevers                                         | Koppeldijk                                                                                     | Cortenstaal                                             |            |
| 1982                | zonder titel                                                         | Yvonne Keijser en Marijke Nielen                    | Verlengde Hoogravenseweg                                                                       | bestrating, beton, hout                                 |            |
| 1982                | Stadsvernieuwing                                                     | Joop Wouters                                        | Koningin Wilhelminalaan 9                                                                      | kalksteen                                               |            |
| 1983                | Eenheid in verscheidenheid                                           | Jeanot Bürgi                                        | Croeselaan (beeldenpark)                                                                       | steen                                                   |            |
| 1983                | Een luchtkasteel tot werkelijkheid maken (1978-1983)                 | Bas Maters en architect Antonius Jacobus Fichtinger | Croeselaan, hoofdkantoor Rabobank                                                              | verschillende materialen                                |            |
| 1983                | Kikker                                                               | Eddy Gheress                                        | Amerhof                                                                                        | brons                                                   |            |
| 1983                | Omgevingskunstwerk scholencomplex Lunetten                           | Bas Maters                                          | Eifel / Goeree / Houtensepad                                                                   | baksteen, beton, bestrating                             |            |
| 1983                | zonder titel                                                         | Henk Lampe                                          | Koppeldijk / Houtensepad                                                                       | hout, steen                                             |            |
| 1983                | zonder titel                                                         | Jan van Munster                                     | Sowetobrug / Graadt van Roggenweg                                                              | verlichtingsarmaturen                                   |            |
| 1983                | zonder titel                                                         | Koos Flinterman en Jan van Wijk                     | Hondsrug / Boven Zevenwouden                                                                   | beton, hout, staal                                      |            |
| 1984, 7 november    | De Musketon                                                          | Johan Wagenaar                                      | Hondsrug 19, sociaal cultureel centrum "De Musketon"                                           | RVS                                                     |            |
| 1985                | (Begin en Einde)(of Alpha en Omega)                                  | Berend Hendriks                                     | Columbuslaan, Scutos                                                                           | graniet, marmer                                         |            |
| 1985                | Man met kind: vooruitgang                                            | Pieter d' Hont                                      | Park Transwijk                                                                                 | brons                                                   |            |
| 1985                | titel onbekend                                                       | Karin Colen                                         | Groeneweg, buurthuis Transvaal                                                                 | steen                                                   |            |
| 1985                | zonder titel                                                         | Jaap van Hunen                                      | Europalaan / Australiëlaan, Utrecht Zuid College                                               |                                                         |            |
| 1985                | Akoestischemuurconstructie                                           | Peter Struycken                                     | Jan van Foreeststraat (Mineurslaan)                                                            | beton                                                   |            |
| 1989                | Watersculptuur                                                       | Jeanot Bürgi                                        | Brennerbaan                                                                                    | steen                                                   |            |
| 1989                | zonder titel                                                         | Riet Trumpie                                        | Peltlaan/Rooseveltlaan                                                                         | keramiek                                                |            |
| 1990                | Denken, Kijken en Doen                                               | Eric Claus                                          | Croeselaan, voor hoofdkantoor Rabobank                                                         | steen                                                   |            |
| 1990                | Red Pulley                                                           | Gerard Hali                                         | Europalaan, voor de busremise                                                                  | staal                                                   |            |
| 1991                | Het huis bij het meer                                                |                                                     | Zwarte Woud                                                                                    | verschillende materialen                                |            |
| 1992                | L.S.                                                                 | Marc Ruygrok                                        | Trumanlaan                                                                                     | koper, licht                                            |            |
| 1992                | zonder titel                                                         | Agnes Roelofse                                      | Van Bijnkershoeklaan                                                                           | brons                                                   |            |
| 1993                | De zuiderling                                                        | Hanshan Roebers                                     | Park Transwijk                                                                                 | verschillende materialen                                |            |
| 1994                | Het tapijt                                                           | Hans van Houwelingen en Hamid Oujaha                | Amerhof                                                                                        | brons, baksteen, aluminium                              |            |
| 1995                | Psycho                                                               | Hans van Houwelingen                                | Nieuwe Houtenseweg                                                                             | aluminium                                               |            |
| 1996                | De piek                                                              | Manette Zeelenberg                                  | Rijnlaan / Waalstraat                                                                          | lantaarnpaal en wilgentenen                             |            |
| 1996                | Priesteres                                                           | Kiny Copinga                                        | Fentener van Vlissingenkade (achterzijde Jaarbeurs)                                            | brons                                                   |            |
| 1999                | Demasqué                                                             | Pépé Grégoire                                       | Jaarbeursplein                                                                                 | brons                                                   |            |
| 1999                | Zittend konijn                                                       | Tom Claassen                                        | Croeselaan, voor kantoor Nederlandse Postkantoren BV                                           |                                                         |            |
| 1999                | geen titel (mus)                                                     | Tom Claassen                                        | Van Heuven Goedhartlaan, bij de ingang voormalig St. Antonius Ziekenhuis Ouderijn              |                                                         |            |
| 2000                | The temple of boom                                                   | Rob Birza                                           | Simplonbaan / Lunettenbaan                                                                     | beton                                                   |            |
| 2000                | onbekend                                                             | Billio Nic                                          | Winthorstlaan (ingang Holland Casino)                                                          | polyester                                               |            |
| 2001                | Looking through the open window                                      | Karel Appel                                         | Croeselaan, voor hoofdkantoor Rabobank                                                         | brons (overgeschilderd)                                 |            |
| 2002                | Mansfiguur voor Utrecht                                              | Thomas Houseago                                     | Baden-Powellweg / Briljantlaan                                                                 | brons                                                   |            |
| 2004                | geen titel                                                           | Hewald Jongenelis en Sylvie Zijlmans                | Graadt van Roggenweg (voor het kantoor SVB)                                                    |                                                         |            |
| 2005                | Imagine Being There                                                  | Martin Riebeek en Inge Riebeek                      | Croeselaan 28 (op het Rabobank "Zilvergebouw" )                                                | Neon lichtbak                                           |            |
| 2006                | Twee dansende vrouwen                                                | Ineke van Dijk                                      | Graadt van Roggenweg (bij SVB)                                                                 | brons                                                   |            |
| 2008                | De Berg voor Lunetten                                                | Jelske de Beer en Krijn Christiaansen               | Hondsrug, winkelcentrum Lunetten                                                               | roestvrij staal met een zwarte coating van polyurethaan |            |
| 2008                | Koningin Wilhelmina                                                  | onbekend                                            | Lanslaan, Prinses Wilhelminaschool                                                             |                                                         |            |
| 2010                | 13 beelden (nog geen naam)                                           | Ruud Kuijer                                         | Parkhaven (verschillende straten)                                                              | beton                                                   |            |
| 2014                | titel onbekend                                                       | Ruud Kuijer                                         | Heycopstraat                                                                                   | beton                                                   |            |
| 2015                | Kunstpaviljoen Martin Bril                                           | Carve & Karel Martens                               | Rooseveltlaan (ter hoogte van nr. 316)                                                         |                                                         |            |
| 2019                | 24/7 Kiosk                                                           | Liam Gillick                                        | Croeselaan (beeldenpark)                                                                       | staal                                                   |            |
| 2019                | Living Sculptures (Julius Caesar, Che Guevara, vrouwfiguur van Dali) | Christian Jankowski                                 | Croeselaan (beeldenpark)                                                                       | brons                                                   |            |
| 2019                | Living Sculptures (Julius Caesar, Che Guevara, vrouwfiguur van Dali) | Christian Jankowski                                 | Croeselaan (beeldenpark)                                                                       | brons                                                   |            |
| 2019                | Living Sculptures (Julius Caesar, Che Guevara, vrouwfiguur van Dali) | Christian Jankowski                                 | Croeselaan (beeldenpark)                                                                       | brons                                                   |            |
| 2019                | Cartas Al Cielo                                                      | Alicia Framis                                       | Croeselaan (beeldenpark)                                                                       | staal                                                   |            |
| 2019                | Citizen Perspective                                                  | Fernando Sánchez Castillo                           | Croeselaan (beeldenpark)                                                                       | brons                                                   |            |
| 2021                | Script of the City                                                   | Cecilia Rebergen                                    | Croeselaan                                                                                     | Zuid                                                    |            |
| 2023                | Vrijdenkers en natuur                                                | Zayra Özturk ism Emilio Timp en Alex de Jong        | Bontekoelaan, school                                                                           |                                                         |            |
| onbekend            | Schapen                                                              | onbekend                                            | Amerhof                                                                                        |                                                         |            |
| onbekend            | Boeddhistische beelden                                               | onbekend                                            | Baleijelaan, hoek Croeselaan                                                                   |                                                         |            |
| onbekend            | titel onbekend                                                       | Harry op de Laak                                    | Beneluxlaan, voor het Albert van Koningsbruggen Zorgcentrum                                    |                                                         |            |
| onbekend            | zonder titel                                                         | Margriet Kemper                                     | Budapestlaan, toegangshek                                                                      | ijzer                                                   |            |
| onbekend            | onbekend                                                             | onbekend                                            | Van Zijstweg (terrein Jaarbeurs)                                                               | steen                                                   |            |